# Aéroport international de Céphalonie
L'aéroport international de Céphalonie « Ánna Pollátou » (en grec moderne : Κρατικός Αερολιμένας Κεφαλονιάς «Άννα Πολλάτου», code IATA : EFL • code OACI : LGKF) est un aéroport situé sur l'île de Céphalonie, en Grèce. Il a ouvert en 1971 et porte le nom d'une gymnaste grecque médaillée olympique originaire de l'île.

## Situation

### Carte des aéroports en Grèce
| \| 50 km1:6 137 000 \| Agrinion Aktion Alexandreia Alexandroúpoli Andravida Áraxos Astypalée Athènes · E. Venizélos Céphalonie La Canée Chios Corfou Héraklion Icarie Ioannina Kalamata Kalymnos Karpathos Kassos Kastellórizo Kastoria Kavala Cythère Kos Kotroni Kozani Larissa Lemnos Leros Milos Mykonos Mytilène Naxos Néa Anchíalos Paros Rhodes Maritsa Samos Santorin Sitía Skiathos Skyros Sparte Syros Tanagra Tatoi Thessalonique Tripoli Tympaki Zante Kastelli |
| 50 km1:6 137 000 |

## Statistiques
Pour des raisons techniques, il est temporairement impossible d'afficher le graphique qui aurait dû être présenté ici.

Voir la requête brute et les sources sur Wikidata.

### Zoom sur l'impact du covid de 2019-2020
Pour des raisons techniques, il est temporairement impossible d'afficher le graphique qui aurait dû être présenté ici.

Voir la requête brute et les sources sur Wikidata.

## Compagnies aériennes et  destinations
| Compagnies            | Destinations |
| --------------------- | --- |
| AeroItalia            | En saison: Forlì |
| Animawings            | En saison: Bucarest-H. Coandă |
| Austrian Airlines     | En saison: Vienne-Schwechat |
| Avanti Air            | En saison charter: Graz-Thalerhof, Linz-Horsching |
| British Airways       | En saison: Londres-Heathrow |
| Condor                | En saison: Düsseldorf, Francfort |
| easyJet               | En saison: - Amsterdam, - Bristol, - Édimbourg, - Londres-Gatwick, - Londres-Luton, - Manchester, - Milan-Malpensa, - Naples-Capodichino, - Nice-Côte d'Azur      |
| ITA Airways           | En saison: Rome Léonard-de-Vinci/Fiumicino |
| Jet2.com              | En saison: - Birmingham, - Bristol, - East Midlands, - Glasgow, - Leeds-Bradford, - Londres-Stansted, - Manchester, - Newcastle                                   |
| Marabu                | En saison : Munich-F. J. Strauß |
| Marathon Airlines     | En saison charter: Innsbruck-Kranebitten |
| Norwegian Air Shuttle | En saison: Oslo-Gardermoen |
| Olympic Air           | Athènes E.-Venizélos |
| People's              | En saison: Altenrhein |
| Ryanair               | En saison: Bergame-Orio al Serio, Londres-Stansted, Pise-Galileo Galilei, Rome Léonard-de-Vinci/Fiumicino, Vienne-Schwechat                                       |
| Sky Express           | Athènes E.-Venizélos, Zante D.-Solomós |
| Smartwings            | En saison: Prague-Václav-Havel En saison charter: Budapest-Ferenc Liszt                                                                                           |
| Transavia             | En saison: Amsterdam |
| Transavia France      | En saison: Paris-Orly |
| TUI Airways           | En saison: - Birmingham, - Bournemouth, - Bristol, - Cardiff-Rhoose, - East Midlands, - Glasgow, - Londres-Gatwick, - Londres-Stansted, - Manchester, - Newcastle |
| TUI fly Netherlands   | En saison: Amsterdam |
| Tus Airways           | En saison: Larnaca |
| Volotea               | En saison: Naples-Capodichino |
| Vueling               | En saison: Rome Léonard-de-Vinci/Fiumicino |

Édité le 27/01/2018  Actualisé le 12/05/2023

## Accès
L'aéroport est relié à Argostoli par bus